# 정희선 (성우)
정희선(鄭熙善, 1948년 1월 30일 ~ )은 대한민국의 성우이다. 1968년 MBC에 입사했으며, 현재는 MBC 3기이다. 문화방송 성우극회 소속.

## 주요 출연작품

### 애니메이션
- 원탁의 기사(KBS)
- 금발의 제니(MBC)
- 은하철도 999(MBC) - 메텔 / 프로메슘 / 에메랄더스 / 철이 엄마 / 피터 엄마 / 묘묘
- 모험왕 걸리버(MBC)
- 세계명작동화(MBC)
- 핑크팬더(MBC)
- 시골소녀 폴리아나(MBC)
- 목장의 소녀 캐트리(MBC)
- 요정 핑크(MBC) - 연수 어머니
- 메칸더V(MBC) - 메두사
- 키다리 아저씨(MBC)
- 마법사 토토(MBC)
- 그림명작동화(MBC)
- 밀림의 왕자 레오(MBC)
- 금발의 제니(MBC)
- 천년여왕(MBC)
- 소공녀 세라(MBC) - 민친학원 원장 / 모리 / 일라이자 고모
- 세느강의 별(MBC)
- 뽀빠이(MBC) - 올리브
- 알프스 소녀 안네트(MBC) - 루센
- 들장미 소녀 캔디(MBC) - 수잔나
- 마이티 마우스(MBC)
- 그로이저X(MBC)
- 은하탐정 케인(SBS) - 케인 할머니

### 애니메이션 영화
- 똘이 장군 제3땅굴(1978)(극장판) - 숙이
- 태권동자 마루치 아라치(1977) - 장선생
- 소닉 더 헤지호그 OVA - 마일즈 프라우어
- 파이널 판타지(MBC) - 의원(진 시몬스)

### 영화
- 사랑의 만화경(SBS) - 힐라리(재클린 스미스)
- 프렌지(MBC) - 브렌다(바바라 라이 - 헌트)
- 로마의 휴일(MBC) - 앤 공주(오드리 헵번)
- 메이드 인 아메리카(MBC)
- 집으로 가는 길(MBC) - 노인초제
- 비욘드 사일런스(MBC) - 라라 할머니
- 잃어버린 세계(MBC)
- 28일 동안(MBC) - 바비진
- 보거스(MBC)
- 부시맨(MBC) - 케이트(산드라 프린슬루)
- 남과 여(MBC) - 안느(아누크 에메)
- 블레이드 러너(MBC) - 레이첼(숀 영)
- 스타 워즈 에피소드 4: 새로운 희망(MBC) - 루크의 큰 어머니
- 스타 워즈 에피소드 5: 제국의 역습(MBC) - 레아 공주(캐리 피셔)
- 대부(90년 더빙판/MBC) - 코니 콜레오네(탈리아 샤이어)
  - 대부 2(90년 더빙판/MBC) - 코니 콜레오네(탈리아 샤이어)
- 헨리 이야기(MBC)
- 사랑의 기쁨(MBC)
- 죽기 아니면 까무러치기(SBS) - 캐롤린(테리 가)
- 빅 히트(MBC) - 팸 엄마
- 가위손(MBC) - 헬렌(콘차타 페렐)
- 보통 사람들(MBC)
- 플래시댄스(MBC)
- 더블 크라임(MBC) - 할머니(조이 코힐)
- 디 아더스(MBC) - 밀스(피오눌라 플래너건)
- 옹박(MBC) - 할머니
- 환생(MBC)
- 와호장룡(MBC) - 파란 여우(정패패)
- 아름다운 비행(MBC)
- 정복자 펠레(MBC) - 올슨(카렌 위그너)
- 고스포드 파크(MBC)
- 에너미 앳 더 게이트(MBC) - 샤샤 엄마
- 시카고(MBC) - 마마(퀸 라티파)
- 당신이 잠든 사이에(MBC) - 엘시(글리나스 존스)
- 크미치스(MBC) - 올렝카
- 디 아워스(MBC) - 클라리스 본(메릴 스트립)
- 더티 댄싱(SBS) - 어머니(켈리 비숍)
- 마더 테레사(MBC) - 테레사 수녀(올리비아 핫세)
- 개같은 내 인생(MBC) - 할머니
- 레이디 킬러(MBC) - 마번 먼슨(일마 P. 홀)
- 암흑가의 두 사람(MBC) - 주느비에브(크리스틴 파브레가)
- 앨리게이터 2(MBC)
- 붉은 가마(MBC)
- 어머니 나를 다시 사랑해 주세요(MBC)
- 킴 베신저의 쿨 월드(SBS)
- 스내치(MBC)
- 가스등(MBC) - 폴라(잉그리드 버그만)
- 모정(MBC)
- 사랑할 때와 죽을 때(MBC)
- 사운드 오브 뮤직(MBC) - 남작 부인(엘리노어 파커)
- 삼손과 데릴라(MBC) - 데릴라(헤디 라마르)
- 솔저 블루(MBC)
- 십계(MBC)
- 엘 시드(MBC)
- 잔다크(MBC)
- 클레오파트라(MBC) - 클레오파트라(엘리자베스 테일러)
- 새(MBC)
- 투 다이 포(MBC) - 수잔 어머니(홀랜드 테일러)
- 록시(MBC) - 루이스(미콜 메르쿠리오)
- 누가 로저 래빗을 모함했나(MBC) - 돌로레스(조애나 캐시디)
- 나는 결백하다(MBC) - 프랜시스(그레이스 켈리)
- 더 맨(MBC) - 엘렌의 엄마(도로시 트리)
- 허리케인(MBC) - 저메인(메리 애스터)
- 소돔과 고모라(MBC) - 여왕(아누크 에메)
- 사랑이 머무는 곳에(MBC) - 데보라(제니퍼 워렌)
- 하늘과 땅(MBC) - 리리 어머니(진충)
- 용쟁호투(MBC) - 타니아(아나 카프리)
- E.T.(MBC) - 메리(디 월리스)
- 크레이머 대 크레이머(MBC) - 마거릿(제인 알렉산더)
- 플래시드(MBC) - 빅커만 부인(베티 화이트)
- 혹성탈출(MBC) - 지라(킴 헌터)

### 외화
- 아들과 딸들(MBC) - 조니
- 애증의 세월 신즈(MBC) - 뤼바(머리사 베런슨)
- CSI 과학수사대(MBC) - 엘리자벳
- 하버드 대학의 공부벌레들(MBC) - 수잔(린지 와그너)
- 출동 에어울프(MBC) - 케이틀린 오섀네시(진 브루스 스콧)
- 외계인 알프(MBC) - 케이트(앤 쉐딘)
- 타임 트랙스(SBS) - 셀마(엘리자베스 알렉산더)

### 기타
- 수사반장(MBC)
- 전원일기(MBC)
- 조선왕조 오백년(MBC)
- 명곡의 고향(MBC) - 목소리 출연
- MBC 뉴스센터 - 이방자 여사 육성 한국어 해석(1981년 11월 1일 방영분)